# Беляева (Брянская область)
Беляева (Беляево) — упразднённая в 2017 году деревня в Карачевском районе Брянской области России. Входила в Бошинского сельского поселения. Население — 1 человек (2010).

## География
Деревня находилась в восточной части Брянской области, на Среднерусской возвышенности в центре Восточно-Европейской равнины, в зоне хвойно-широколиственных лесов, в 4 км к западу от села Бошино, в 5 км к югу от деревни Волкова

## История
Упоминается с XVII века в составе Подгородного стана Карачевского уезда. До начала XX века состояла в приходе села Рождество.
Упразднена законом Брянской области от 1 июля 2017 года № 47-З как фактически не существующая в связи с переселением жителей в другие населённые пункты.

### Административно-территориальная принадлежность
До 1929 года входила в Карачевский уезд (с 1861 — в составе Бошинской волости, с 1924 в Вельяминовской волости). 
 С 1929 в Карачевском районе (до 1960 года в Сурьяновском сельсовете, в 1960—2005 гг. — в Бережанском сельсовете).

## Население
| 2010 | 2013 |
| ---- | ---- |
| 1    | ↘0   |

| Годы      | 1866 | 1887 | 1926 | 1979 | 1989 | 2002 | 2010 |
| --------- | ---- | ---- | ---- | ---- | ---- | ---- | ---- |
| Население | 53   | 100  | 104  | 16   | 7    | 3    | 1    |